# Iskender (Schulz)
Iskender ist ein Roman des deutschen Schriftstellers Hermann Schulz und erschien 1999 im Carlsen-Verlag.

## Inhalt

### Teil 1 – Alexander
Im März 1968 verschwindet ein siebenjähriger Junge aus einem deutschen Kinderheim. Trotz intensiver Nachforschung fehlt jede Spur von ihm. Alexander, so heißt der Junge, ist offensichtlich entführt worden. Seine zwei Entführer fahren mit ihm in die Türkei. Einer der Männer, Asaf Karpat, sieht sich, wie sich später herausstellt, als Vater des Jungen. Asaf Karpat bringt mit seinem Freund Rasih Peker den Jungen in sein Heimatdorf Yeniköy in der Nähe der südtürkischen Stadt Antalya.
Asaf ist der einzige Sohn des Ehepaars Rauf und Ayşe Karpat. Die Familie Karpat besitzt in Yeniköy einen kleinen Bauernhof, wo Schafe und Ziegen gezüchtet werden.
Den jungen Asaf treiben Abenteuerlust und Fernweh aus Yeniköy fort nach Deutschland. Dort findet er Arbeit in der Stahlindustrie. In Duisburg lernte er die attraktive Agnes kennen, die als Barfrau in einer Kneipe arbeitet. Asaf verliebt sich in Agnes. Doch Asaf bemerkt bald, dass Agnes auch zu anderen Männern intime Verhältnisse pflegte. Wutentbrannt beendet Asaf die Beziehung. Er wechselt den Wohn- und Arbeitsort, um Agnes nicht mehr sehen zu müssen. Einige Zeit später kehrt der junge Türke in seine Heimat zurück. Seinen Eltern erzählt er nichts von seiner Liebe in Duisburg. Sobald Asaf den Militärdienst abgeleistet hat, erfährt er von seinem noch in Deutschland lebenden Freund Rasih, dass Agnes Mutter geworden ist. Der Vater des Jungen sei wahrscheinlich er, Asaf. Nach Ablauf der Armeezeit reist Asaf nach Deutschland, um Agnes und das Kind zu suchen. Er findet heraus, dass Agnes bei einem Unfall ums Leben gekommen ist und Alexander, so heißt der Junge, in einem Kinderheim untergebracht sei.
Asaf macht das Heim ausfindig. Er ist vom ersten Moment des Treffens an von seiner Vaterschaft überzeugt. Sehr oft besucht er nun Alexander und baut ein gutes Verhältnis zu dem autistischen Jungen auf. Asaf plant, Alexander in die Türkei mitzunehmen, nach Yeniköy zu seinen Eltern. Doch der Kinderheimarzt macht Asaf diesbezüglich keine Hoffnung. Selbst wenn Asaf den Nachweis seiner Vaterschaft erbringen könnte, gäbe es für eine Ausreise kaum eine Erlaubnis staatlicher Behörden. Er solle in einem deutschen Heim verbleiben, da die medizinischen und pädagogischen Möglichkeiten für eine Heilung in der Türkei nicht gegeben seien. Asaf sieht keine andere Chance, als Alexander in die Türkei zu entführen, und dabei hilft ihm sein Freund Rasih.
In Yeniköy übergibt Asaf den Jungen in die Obhut seiner Eltern. Um den Entführungsverdacht von sich abzulenken, kehrt er umgehend nach Deutschland zurück, lebt und arbeitet dort, als wäre nichts geschehen. Der Neustart in Yeniköy fällt dem Jungen anfangs schwer. Alexander spricht lange Zeit kein Wort mit seinen Großeltern Ayşe und Rauf. Er gibt sich verschlossen und in sich gekehrt. Doch die beiden Alten kümmern sich liebevoll und einfühlsam um ihn. Mit der Zeit fasst Alexander Selbstvertrauen und ändert sein ganzes Wesen hin zu einem aufgeweckten, lebensbejahenden Jungen. Großen Anteil an dieser Entwicklung hat neben den Großeltern auch der Vorarbeiter Ali, der Alexander zu ausgedehnten Viehdriften in die südanatolische Landschaften mitnimmt.
Eines Tages erhält Großvater Rauf Karpat einen Brief der Deutschen Botschaft aus Ankara. Die Gesandtschaft erklärt, dass Alexander als ein deutscher Bürger zu Unrecht in der Türkei lebe und nach Deutschland ins Heim zurückgebracht werden müsse. In nächster Zeit werde eine Mitarbeiterin der Botschaft vor Ort erscheinen und bei den Karpats in der Angelegenheit „Alexander“ vorsprechen.

### Teil 2 – Leyla und Paul
Der talentierte, aber mittellose Musiker Paul steckt beruflich in einer Sackgasse. Eines Tages trifft er Fahriunusa, eine ältere türkische Diplomatenfrau mit Vermögen, die zu einem Kuraufenthalt in Deutschland weilt. Sie findet Gefallen an dem jungen Musiker, dessen Talent sie erkannt hat, und lädt ihn zu sich nach Ankara ein. In der türkischen Hauptstadt wird Paul in Fahriunusas Villa einquartiert. Dort lernt er Fahriunusas Enkelin Leyla kennen, die Mitarbeiterin der Deutschen Botschaft ist. Leyla und Paul finden sich schnell sympathisch und fühlen sich mehr und mehr zueinander hingezogen. Zu seiner Überraschung bekommt Paul von Fahriunusa das Angebot, ein Konzert in der Deutschen Botschaft zu geben. Zögernd und freudig zugleich nimmt er an. Leyla wiederum erhält von ihrem Arbeitgeber den Auftrag, nach Yeniköy zu fahren und dort einen deutschen Jungen namens Alexander abzuholen. Paul begleitet sie auf dieser Reise. Auf der Fahrt nach Yeniköy kommen Leyla und Paul sich näher, und sie verlieben sich ineinander.

### Teil 3 – Das Konzert
Der Brief der Botschaft hat die Karpats in tiefe Traurigkeit und Verzweiflung versetzt. Sie lieben ihren Enkel Alexander-Iskender sehr und möchten ihn um nichts in der Welt hergeben. Sie wissen aber auch, dass es kaum eine andere Möglichkeit geben wird. Aus tiefem Gottvertrauen heraus schöpfen die Karpats wieder Mut. Rauf sendet einen Brief an seinen Sohn Asaf und informiert ihn über die Absicht der Deutschen Botschaft. Leyla und Paul werden in Yeniköy von den Karpats freundlich empfangen. Ihrem Auftrag folgend, nimmt Leyla Alexander mit. Auf der Fahrt nach Ankara bleibt Leyla und Paul nicht verborgen, wie sehr der Junge unter der Trennung von seinen Großeltern leidet. Sie erkennen, dass dieser „İskender“ nichts mit dem Alexander gemein hat, der in den deutschen Amtspapieren beschrieben ist. Es ist offensichtlich, dass das Leben in Yeniköy Alexander-Iskender viel besser bekommen ist als jenes im Heim. Leyla entschließt sich, gegen ihren Auftrag zu handeln, und deshalb bringt sie Alexander kurzerhand zurück zu seinen Großeltern nach Yeniköy.
In Ankara gibt Paul in der Botschaft ein Konzert, das ein großer Erfolg wird. Nach der Darbietung bittet der Botschafter Leyla zu einem Vier-Augen-Gespräch. Leyla hat in ihrem Bericht über die Rückholaktion „Alexander“ geschrieben, dass es in Yeniköy keinen Jungen mit diesem Namen gebe. Obwohl der Botschafter indirekt Zweifel an ihrer Darstellung äußert, lässt er die Sache auf sich beruhen, weil er offensichtlich Leylas humane Absicht erkannt hat. Letzten Endes finden Vater Asaf und Sohn Alexander zueinander. Bei der Beschaffung der noch nötigen Papiere zur Anerkennung der Vaterschaft hilft Leyla, wobei die Beantwortung der Frage, ob Asaf wirklich der Vater ist, letztlich offenbleibt. Es wird deutlich, dass Asaf als sozialer Vater ins Recht gesetzt wird. Asaf und Alexander reisen nach Yeniköy und beginnen ein neues Leben. Pauls und Leylas Zukunft als Paar wird lediglich angedeutet.
Der Roman beruht auf wahren Gegebenheiten. Bei einem Türkeibesuch erfuhr der Autor vom Schicksal des Jungen, den er im Roman Alexander-Iskender nannte. Im wahren Leben musste „Alexander“ wieder nach Deutschland zurückkehren.

## Kritiken
„Mit so viel Herzenswärme und, besonders bei den bewunderungswürdigen starken Frauen in der Geschichte, mit so viel Herzensklugheit läßt sich wohl ein Stück richtiges Leben erreichen.“